# 天地男兒之激進黨員
天地男兒之激進黨員（韓語：아나키스트）是一部於2000年上映的中韩合拍动作片。这部电影以1924年的上海为背景，讲述了一个朝鮮半島无政府主义組織在上海密謀推翻日本对朝鲜的殖民統治。